# Cactus - Basta poca acqua
Cactus - Basta poca acqua è il nome di una trasmissione ideata da Concita De Gregorio. Inizialmente in onda su Radio Capital, il format radio è diventato poi un podcast ascoltabile su tutte le piattaforme di broadcasting (Spreaker, Spotify, Deezer, etc), sulla web radio RKO e sul sito di Cactus. 

## Il programma
Il programma radio voluto da Massimo Giannini è andato in onda tutti i giorni, dal lunedì al venerdì, alle 11 del mattino, con repliche il sabato e la domenica alle 6. La trasmissione pensata per raccontare "chi fa tanto con poco" è iniziata su Radio Capital il 24 settembre del 2018 e si è conclusa il 14 giugno del 2020 con l'arrivo del nuovo editore del gruppo Gedi e del direttore artistico Linus. Per ogni puntata uno o due ospiti, circa mille interviste in due anni. Con Concita De Gregorio la giornalista e scrittrice Daniela Amenta, anima rock della trasmissione, autrice dei testi e della colonna sonora di ogni puntata. De Gregorio e Amenta, per la prima volta nella lunga storia dell'emittente, hanno vinto il 28 maggio del 2019 il premio Diversity Media Awards come miglior programma radio dell'anno. La trasmissione, molto seguita anche sui social, ha un gruppo di fans su Facebook: la Comune di Cactus.
Il 9 novembre 2020 Cactus - Basta poca acqua è diventato un podcast. Accanto alle conduttrici è affiancato il food performer Nick Difino.